# Misgurnus fossilis
Misgurnus fossilis es una especie de pez de la familia Cobitidae en el orden de los Cypriniformes.

## Morfología
• Los machos pueden llegar alcanzar los 30 cm de longitud total.
- Número de  vértebras: 49-50.[1][2]

## Alimentación
Come  larvas de insectos y moluscos pequeños.

## Hábitat
Vive en zonas de clima templado entre 4 °C - 25 °C de temperatura.

## Distribución geográfica
Se encuentra desde el Francia hasta Rusia.

## Costumbres
Se entierra en la arena durante el día.

## Observaciones
Es sensible a los contaminantes que se acumulan en los sedimentos.